# HD 20868 b
HD 20868 b는 화로자리 방향으로 지구로부터 약 159 광년 떨어진 곳에 있는 항성 HD 20868 주위를 도는 외계 행성이다.
모항성은 겉보기 등급 +10의 황색 준거성이다. 행성의 최소 질량은 목성의 1.99배, 공전궤도 반지름은 0.947 천문단위이다. 1 공전 주기는 약 380.85일 또는 약 12.5개월 걸린다. 공전궤도 이심률은 0.75로 외계 행성들 중에서도 큰 편에 속한다. 근일점에서의 거리는 약 0.237 천문단위, 원일점에서는 약 1.66 천문단위의 거리를 보인다. 이처럼 거리가 변화무쌍하기 때문에 행성의 대기 역시 추울 때는 약 150 켈빈부터 뜨거워졌을 때는 약 390 켈빈까지 다양한 온도 변화를 겪는다.
2008년 칠레 소재 라 실라 천문대의 유럽 우주국 3.6미터 망원경에 장착된 HARPS 분광 사진기를 이용, Moutou 연구진이 발견했다.

## 같이 보기
- BD-17°63 b
- HD 131664
- HD 143361 b
- HD 145377 b
- HD 153950 b
- HD 20782 b
- HD 43848
- HD 48265 b
- HD 73267 b

## 참고 문헌
- (영어) Moutou 연구진 (2009). “The HARPS search for southern extra-solar planets XVII. Six long-period giant planets around BD -17 0063, HD 20868, HD 73267, HD 131664, HD 145377, HD 153950” (요약). 《Astronomy & Astrophysics》 496 (2): 513-519. doi:10.1051/0004-6361:200810941.